# Cyrtodactylus spinosus
Espèce
Cyrtodactylus spinosus est une espèce de geckos de la famille des Gekkonidae.

## Répartition
Cette espèce est endémique de Sulawesi en Indonésie.

## Publication originale
- Linkem, Mcguire, Hayden, Setiadi, Bickford & Brown, 2008 : A New Species of Bent-Toe Gecko (Gekkonidae: Cyrtodactylus) from Sulawesi Island, Eastern Indonesia. Herpetologica, vol. 64, n. 2, p. 224-234 (texte intégral).